# Caulastraea

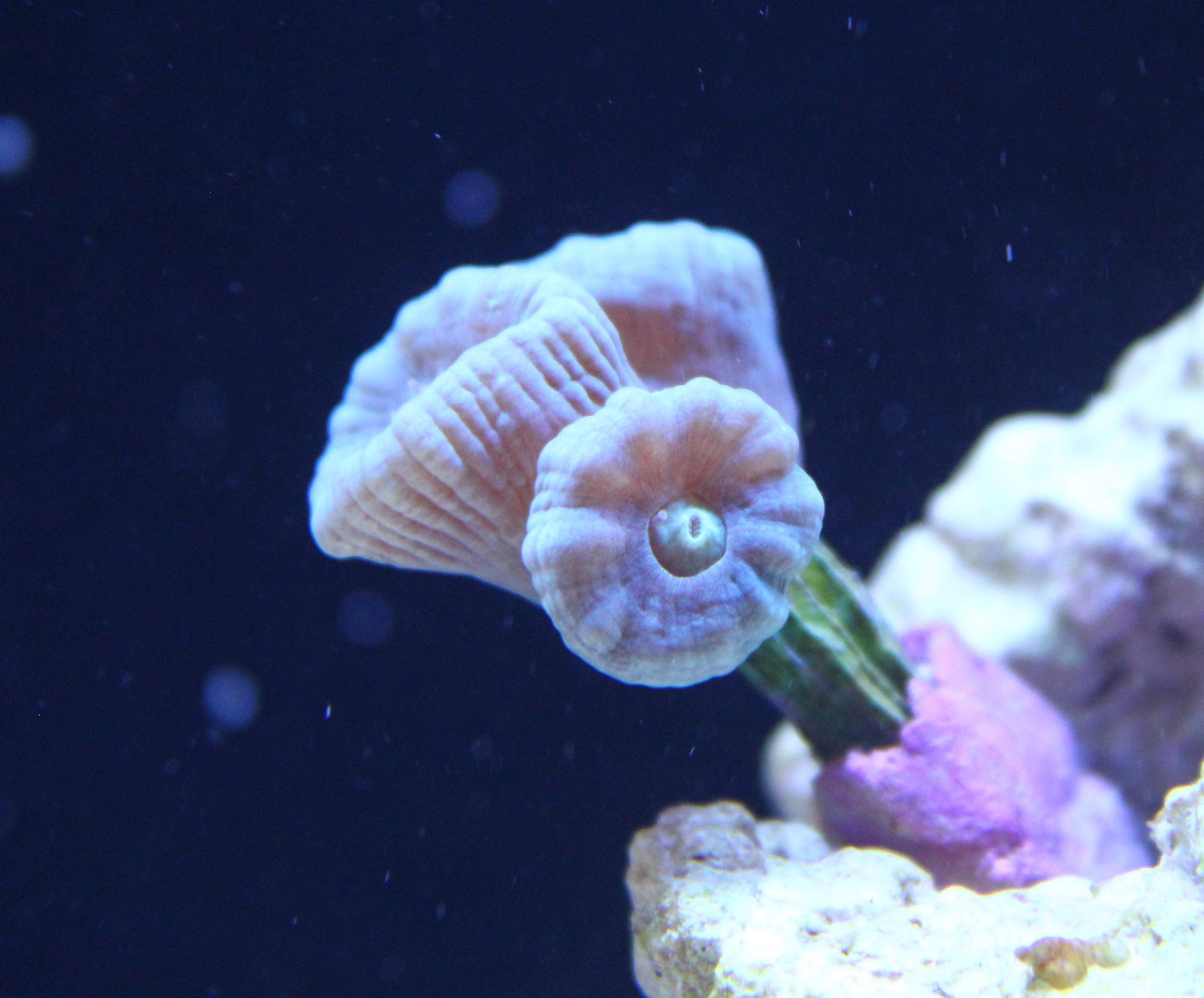
Colônia incipiente de Caulastraea com três coralitos

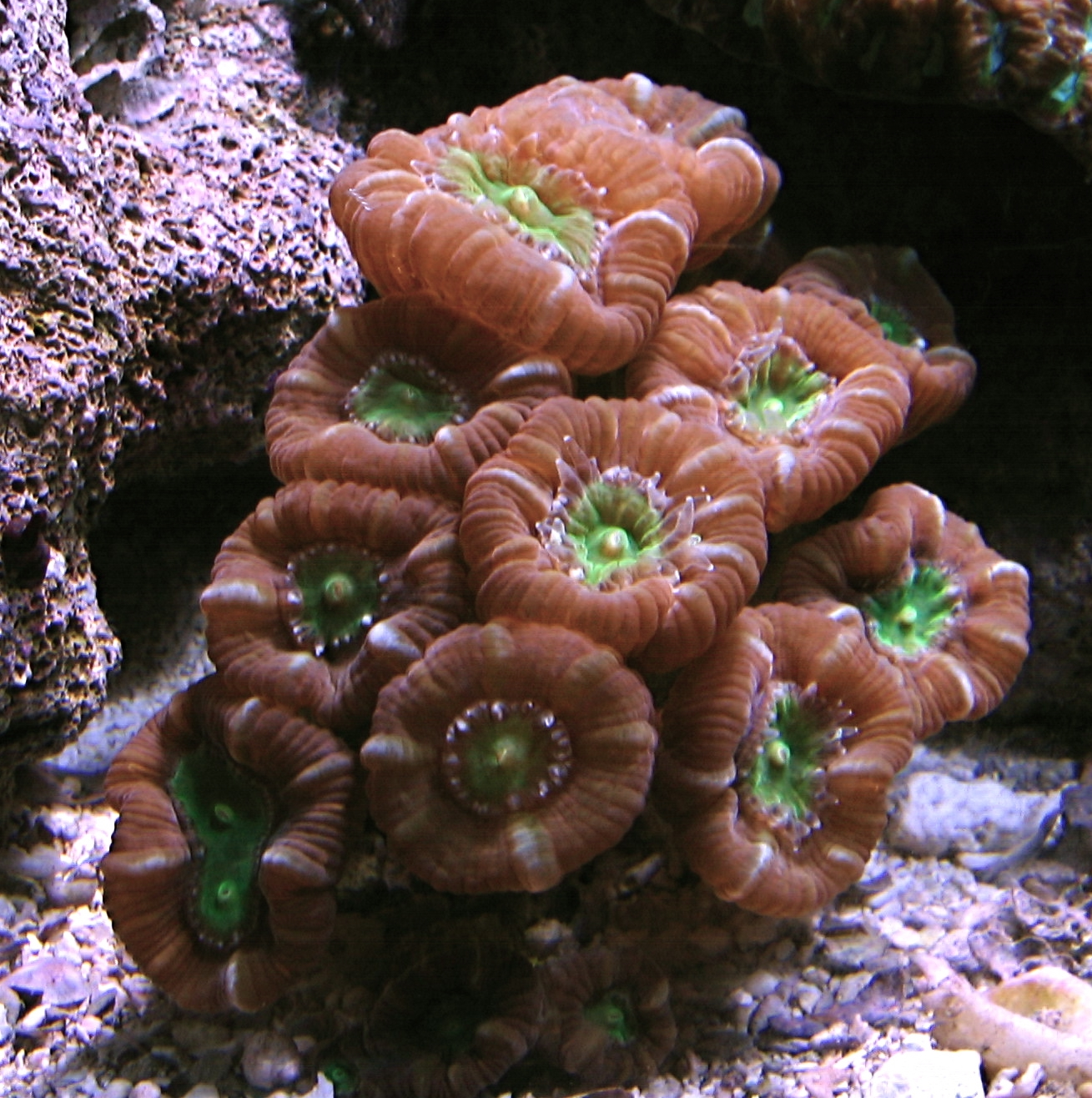
Colônia de Caulastraea furcata

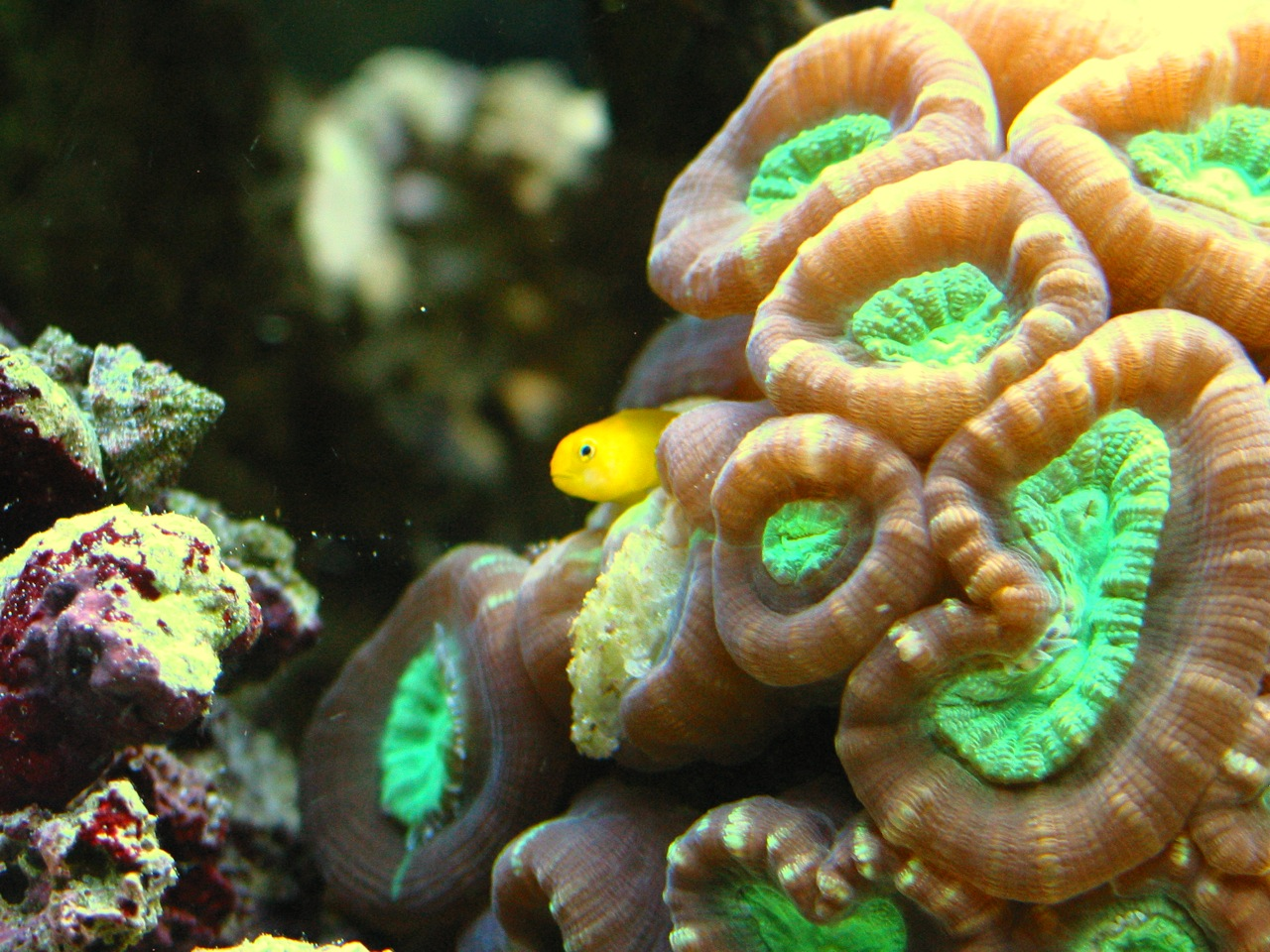
Gobiodon okinawae numa colônia de C. furcata

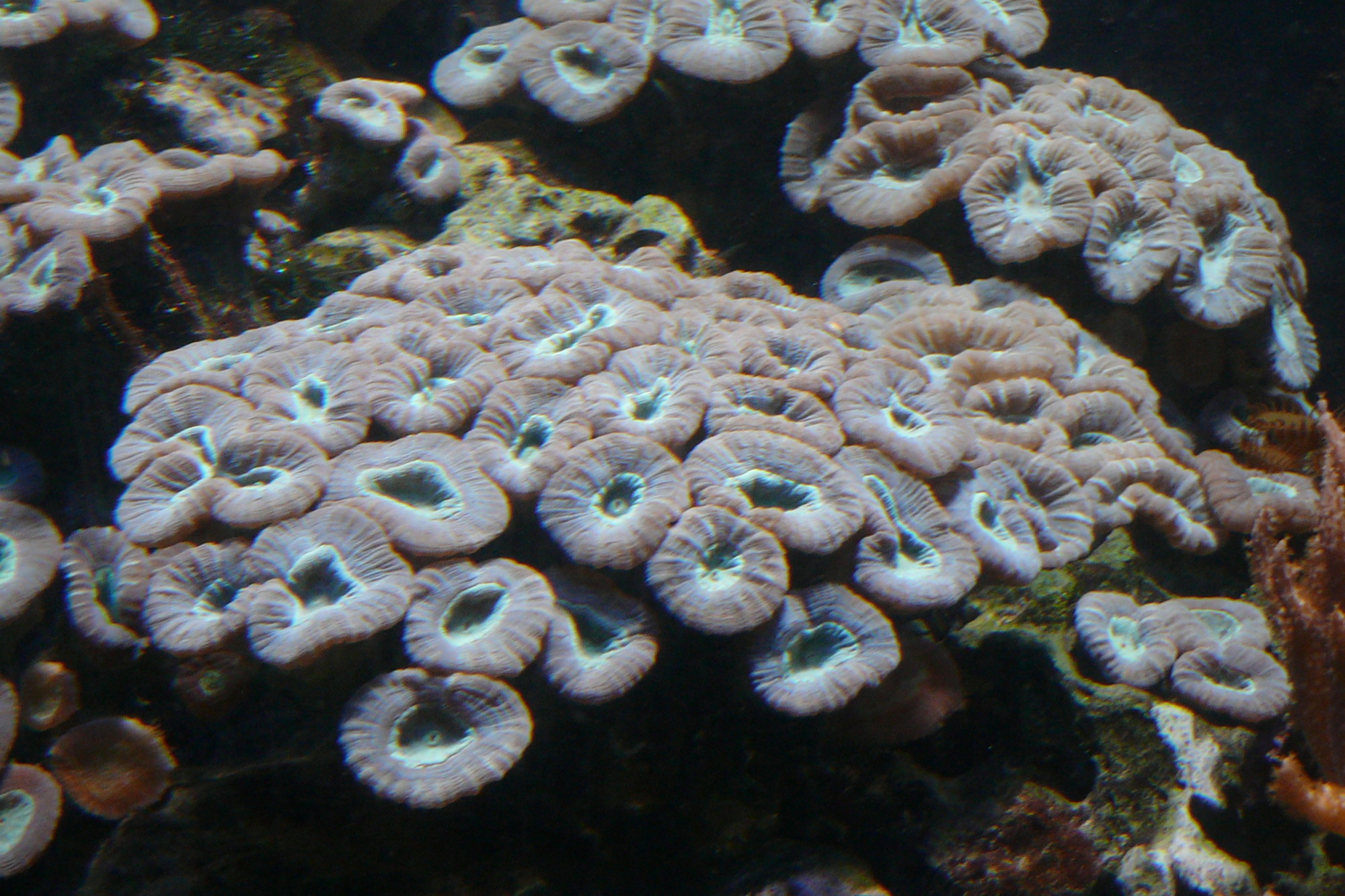
Colônias de Caulastraea furcata no Aquario de Berlim, Alemanha.

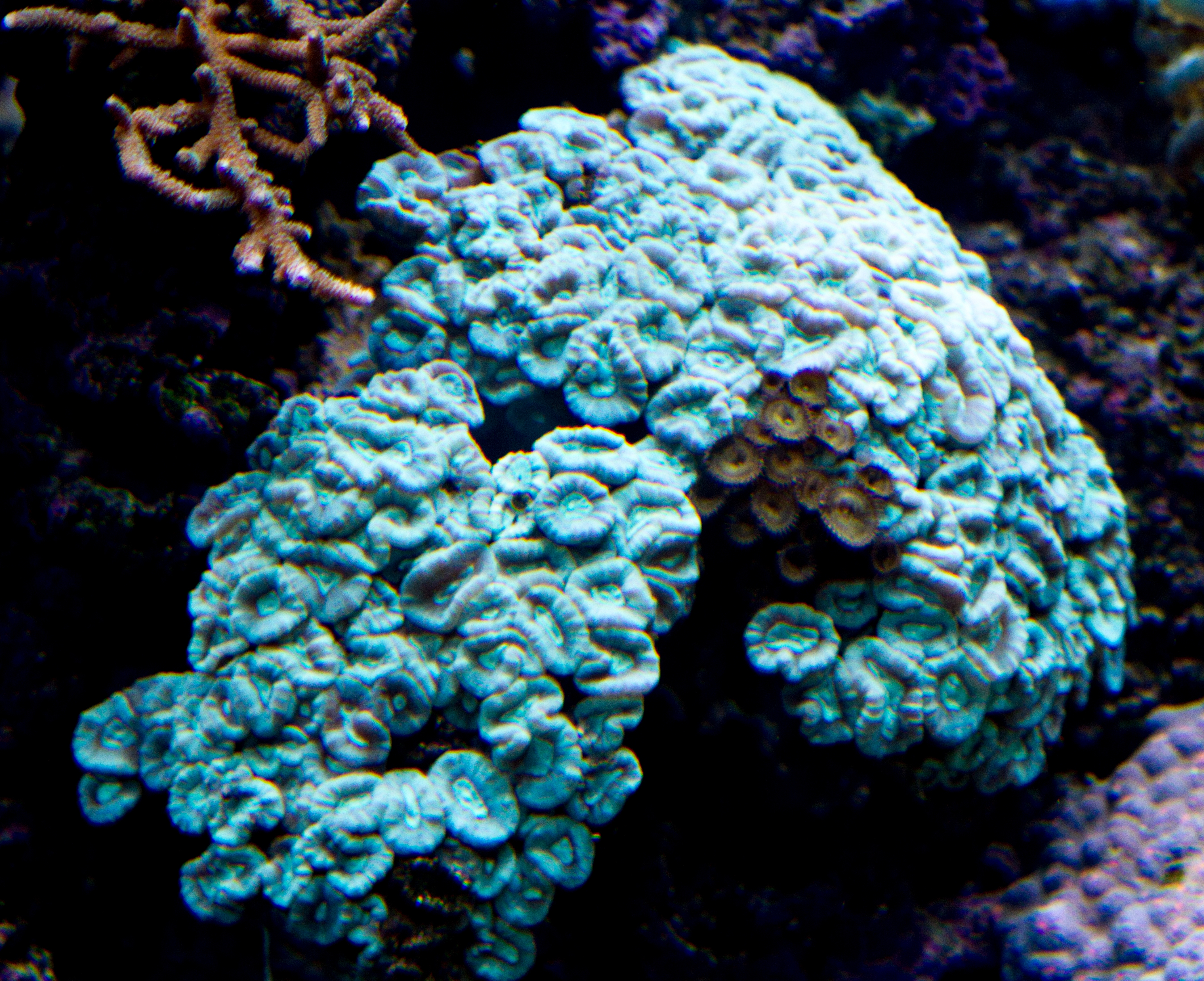
Colônia de Caulastraea rodeando uma colônia de Zoanthus

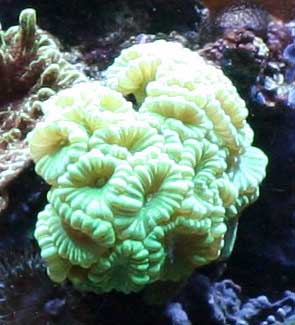
Colônia de Caulastraea curvata

Caulastraea é um género de corais da família Merulinidae, ordem Scleractinia.
Seus nomes comuns em inglês são candy cane cora, coral caramelo, devido ao aspecto de seus pólipos, ou também trumpet coral, coral trombeta, pela forma de seus esqueletos individuais ou coralitos. Algumas de suas espécies, C. furcata e C. curvata, são muito populares no mercado de aquarismo.
É um gênero amplamente distribuído mas pouco comum, que normalmente forma colônias de menos de 30 cm.

## Espécies
O Registro Mundial de Espécies Marinhas reconhece as seguintes espécies como válidas, valorizando a União Internacional para a Conservação da Natureza seus estados de conservação:
- Caulastraea connata (Ortmann, 1892).  Estado: Vulnerável A4c
- Caulastraea curvata Wijsman-Best, 1972.  Estado: Vulnerável A4cd
- Caulastraea echinulata (Milne Edwards & Haime, 1849).  Estado: Vulnerável A4cd
- Caulastraea furcata Dana, 1846.  Estado: Preocupação menor
- Caulastraea tumida Matthai, 1928.  Estado: Quase ameaçada

## Morfologia
Seus coralitos, esqueletos secretados pelos pólipos, são alongados, com seu extremo superior, ou cálice, normalmente ovalado ou arredondado, de uns 8 a 25 mm de diâmetro, segundo a espécie. Os septos costumam ser excertos, ou sobressalentes, espaçados irregularmente e de bordas rugosos. Normalmente grossos, e em ocasiões de diferente espessura no mesmo cálice.

A parte visível do pólipo tem entre 1 e 3 cm de diâmetro. A cor de seu tecido carnoso pode ser marrom, creme, cinza, verde fluorescente, amarelo, vermelho ou azul, às vezes com linhas radiais brancas desde seu disco oral, que costuma ser verde fluorescente.

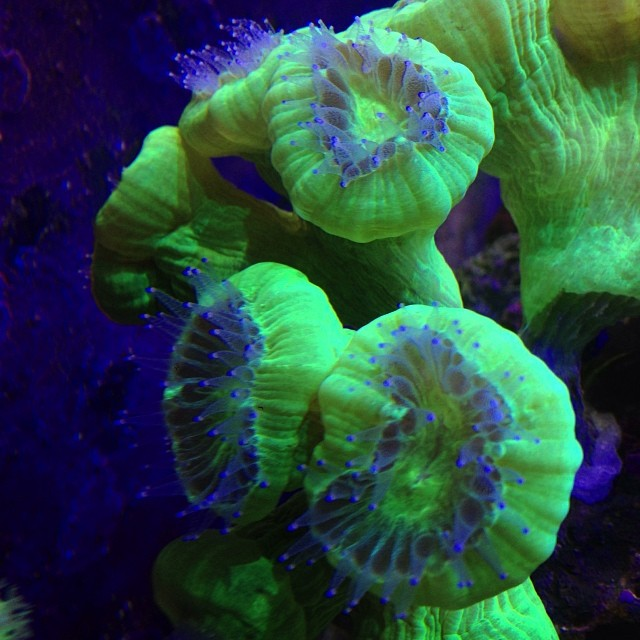
Pólipos de Caulastraea curvata com tentáculos expandidos
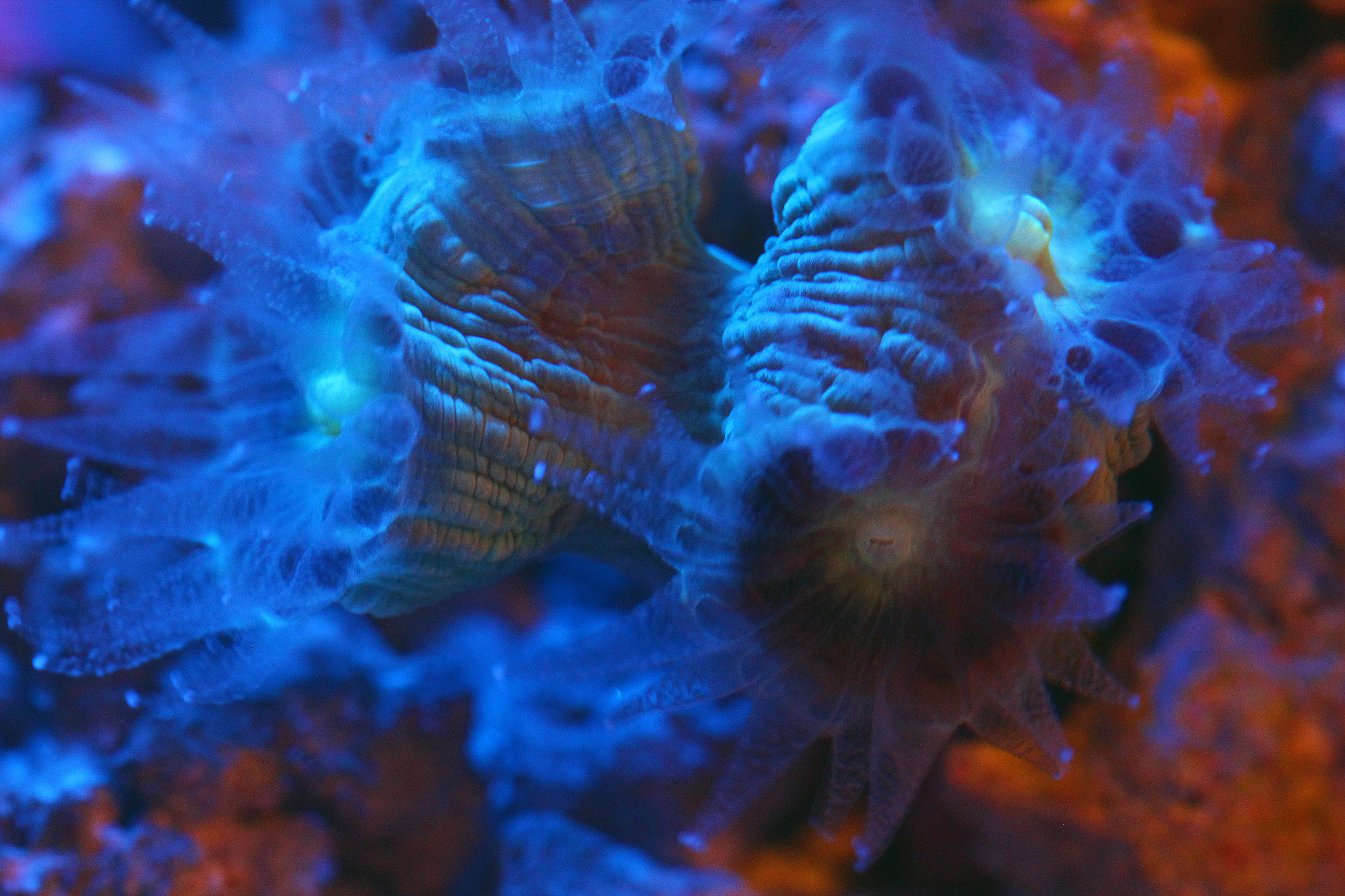
Caulastraea com tentáculos expandidos baixo luz actínica.

Ao redor de seu disco oral, mais bem pouco profundo, e que em ocasiões pode conter duas ou três bocas, expande seus curtos tentáculos dantes do amanhecer, para caçar presas de zooplancton.
As colônias são faceloides, que têm os coralitos de tamanho uniforme e unidos em sua base, ou plocoides, isto é, se observam bem separados, definidos e pouco compactados. Se não têm suficiente espaço para desenvolver a colônia, os coralitos se dispõem de forma irregular e abarrotada.
Formam extensões de colônias de até 5 m de tamanho.

## Habitat e comportamento
Localizando nas lagoas e ladeiras protegidas do arrecife, costumam encontrar-se em águas tropicais sem fortes correntes e com substrato arenoso. Em ocasiões em águas turvas.
Ocorrem numa faixa de profundidade desde 0,5 até os 66,93 metros. E numa faixa de temperaturas entre 24.50 e 28.15 °C.
Não é um coral muito agressivo, pois conta com só dois curtos tentáculos "varredores", com os que competir pelo espaço e a luz.

## Distribuição geográfica
Sua distribuição geográfica compreende quase todo o oceano Indo-Pacífico tropical, desde a costa oriental africana, incluído o mar Vermelho, Índia, Indonésia, Tailândia, Malásia, Filipinas, Japão, Vietnã, Nova Guiné, norte e este de Austrália, e até as ilhas do Pacífico central.

## Alimentação
Os pólipos contêm algas simbióticas mutualistas (ambos organismos se beneficiam da relação) telefonemas zooxantelas. As algas realizam a fotossínteses, produzindo oxigênio e açúcares, que são aproveitados pelos pólipos, e se alimentam dos catabolismo do coral (especialmente fósforo e nitrogênio). Isto lhes proporciona entre 70% e 95% de suas necessidades alimentares, o resto o obtêm captando pequenos invertebrados do plâncton, como copépodos, anfípodos ou ovos de outros animais.

## Reprodução
Caulastraea reproduz-se,  tanto sexual, como asexualmente. Asexualmente, mediante um processo no que a cada pólipo se divide em dois ou mais pólipos filhos. E sexualmente, libertando à água tanto ovos como esperma para que se fertilizem. Os ovos fertilizados convertem-se em larvas que circulam na coluna de água, às vezes durante meses e centos de quilômetros, dantes de se estabelecer se fixando ao substrato e se convertendo em pólipos. Posteriormente, secretam um esqueleto de carbonato cálcico, ou coralito, e, depois de reproduzir-se asexualmente por gemación, conformam a colônia coralina.

## Manutenção
Como norma, os Caulastraeas são razoavelmente robustos, e dos corais duros fáceis de manter. Uma luz de moderada a alta, satisfará à maioria das colônias aclimatadas. Com respeito à corrente, adapta-se bem a correntes suaves ou moderadas.
Com independência do resto de níveis dos parâmetros comuns do aquário marinho: salinidade, cálcio, magnésio, dureza, etc.; há que manter os fosfatos a zero e os nitratos a menos de 20 ppm. Alguns autores, com independência de aditar oligo-elementos (Iodo, ferro, molibdênio, etc.), recomendam aditar estrôncio até manter um nível de 10 ppm.
Recomenda-se mudanças de água semanais de 5% do volume do aquário.